# نیروگاه چهل‌ستون اصفهان
نیروگاه چهلستون معروف به نیروگاه جنوب اصفهان (استان اصفهان، در ۷۵ کیلومتری جنوب‌غربی اصفهان در نزدیکی مجتمع فولاد مبارکه، در مجاورت شهر طالخونچه و پست چهلستون، تأسیس دی ۱۳۸۵)، یکی از نیروگاه‌های ایران از نوع گازی سیکل باز با ظرفیت تولید ۹۵۴ مگاوات است که شامل ۶ واحد گازی ۱۵۹ مگاواتی مدل V94/2 آنسالدو، در قالب طرح B.O.T (ساخت، بهره‌برداری و واگذاری) در زمینی به مساحت ۱۰۰ هکتار است.
سوخت اصلی واحدها، گاز طبیعی و سوخت جایگزین آن گازوئیل است.
این نیروگاه توسط بخش خصوصی احداث شده‌است و شرکت‌های مپنااینترنشنال و IHAG (ایهاک) آلمان به عنوان سرمایه‌گذار مشارکت دارند.
بهره‌برداری از این نیروگاه توسط شرکت بهره‌برداری و تعمیراتی مپنا که یکی از زیر مجموعه‌های گروه مپنا است انجام می‌شود. در ضمن مشاور کارفرما در این پروژه شرکت عامران افق بوده است.
مدیریت فعلی این مجموعه آقای مهندس فرید یعقوبی هستند .